# Tjurfäktningsarena

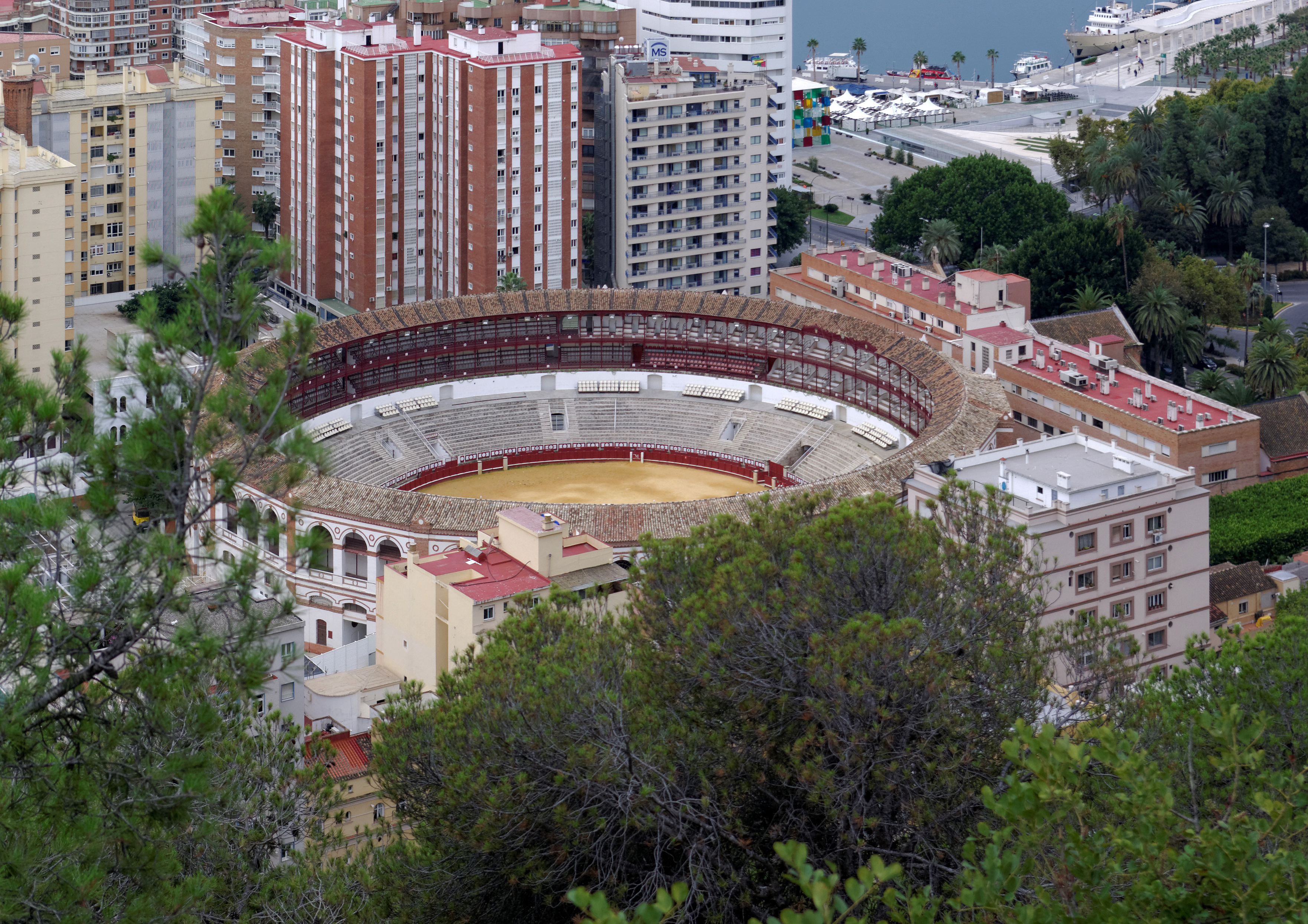
Tjurfäktningsarena mitt i Málaga.

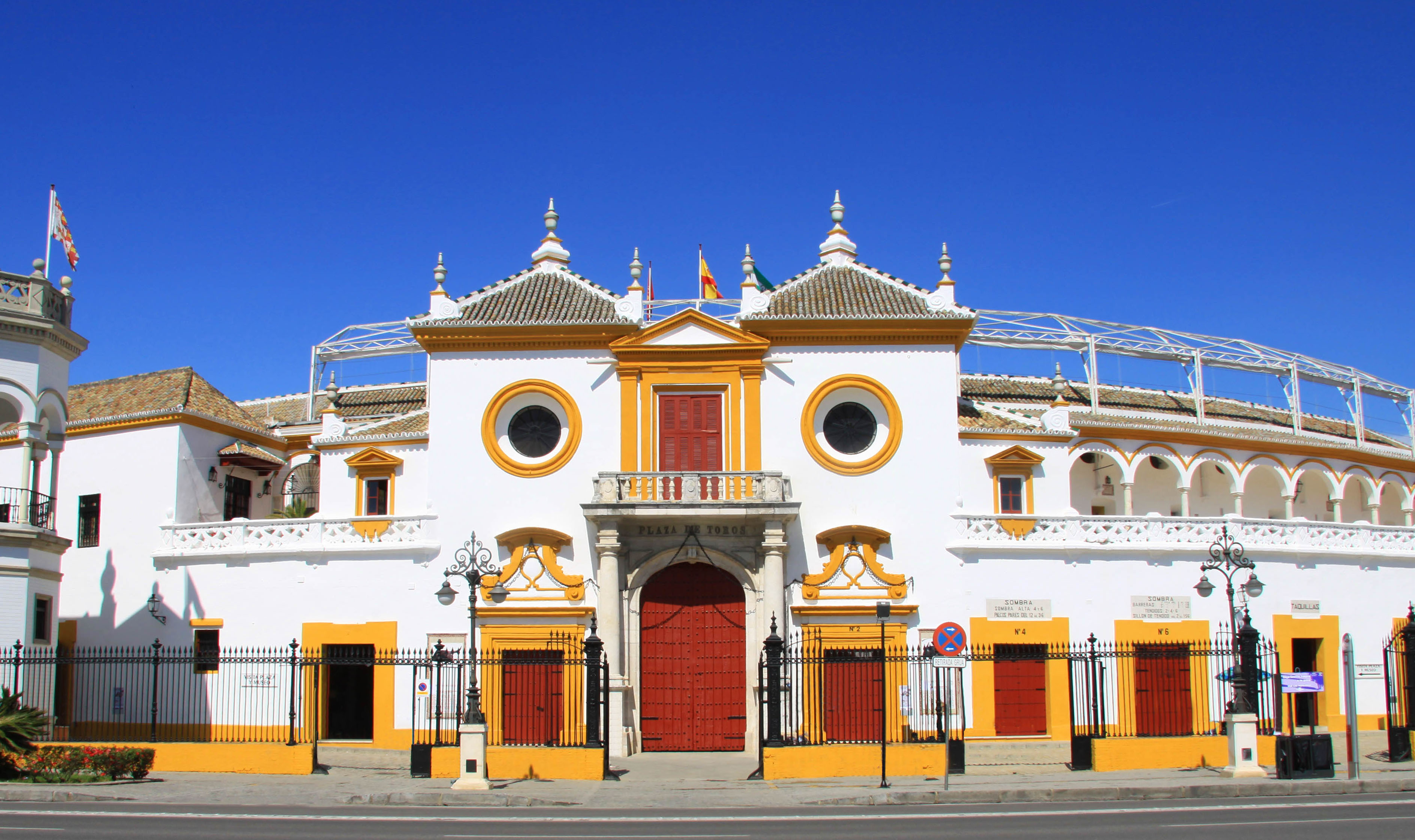
Fasaden till Spaniens äldsta tjurfäktningarena Plaza de toros de Sevilla.

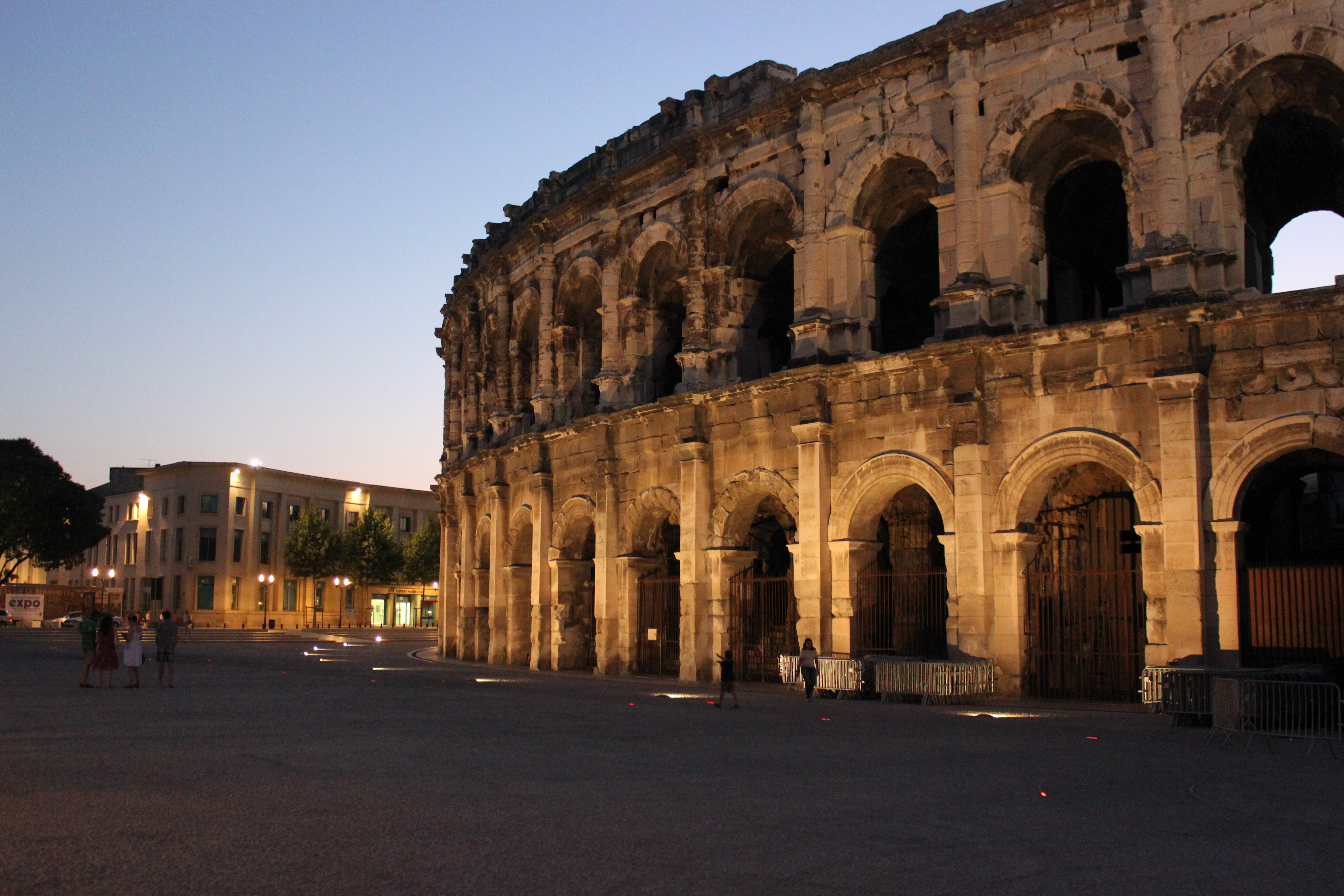
Amfiteatern i Nîmes som är ombyggd till tjurfäktningsarena.

Tjurfäktningsarena eller tjurfäktningsring kallas den arena där tjurfäktningar utförs. Tjurfäktningar förknippas oftast med Spanien, men de förekommer också i dess grannländer och i Latinamerika. Tjurfäktningsarenor är ofta historiskt och kulturellt viktiga centra och har många strukturella likheter med den romerska amfiteatern.

## Uppbyggnad
Den klassiska tjurfäktningsarenan är en sluten, nästan cirkulär amfiteater med läktare i trappsteg som omger en öppen central plats. Sätena är prissatta olika beroende solens läge under showen, normalt på eftermiddagen. Den varma solbelysta delen kallas "sol" och är billigare än den fräschare skuggade delen som kallas "sombra". De flesta arenorna är cirka 50 meter i diameter och har fyra utgångar, varav en är reserverad för den segrande tjurfäktaren. Tävlingsområdet är omgivet av en trävägg med en bottenplatta dit tjurfäktaren kan hoppa ut och ta sin tillflykt från tjuren.